# Большой Гнездниковский переулок
Большо́й Гнезднико́вский переу́лок — улица в центре Москвы в Пресненском и Тверском районах. Проходит от Леонтьевского переулка до Тверской улицы.

## Происхождение названия

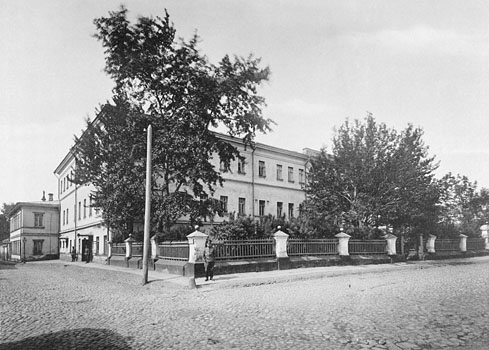
Б. Гнездниковский, канцелярия градоначальника (1913).

Современное название дано в XVIII веке по местности Гнездники, которая, в свою очередь, получила название по проживавшим здесь гнездникам — мастерам литейного дела. С 1627 года была известна церковь Николая Чудотворца в Гнездниках (разрушена в 1930-х годах). В XVI—XVII веках слово гнездо имело несколько значений: птичье гнездо; семья, род; особый вид месторождений полезных ископаемых; углубление, куда что-либо вставляется (в том числе — в ювелирные изделия). Следовательно, слово гнездник могло означать как «рудознатец», так и «ювелир» либо мастер по изготовлению металлических изделий, крепящихся в углублениях (гнездах). Прежние названия — Урусов, или Урусовский переулок; Исленьев, или Илсеньевский переулок — по фамилиям местных домовладельцев.

## Расположение
Большой Гнездниковский переулок начинается от Леонтьевского переулка, проходит на северо-запад параллельно Тверской улице, пересекает Малый Гнездниковский переулок, затем поворачивает на северо-восток вдоль Тверского бульвара и выходит на Тверскую улицу под аркой дома № 17.

## Примечательные здания и сооружения

### По нечётной стороне
- № 1/21, стр. 1,  ЦГФО — доходный дом с магазинами, 1875, архитектор Д. Н. Чичагов[2].
- № 1/21, стр. 2 — административное здание, бывший так называемый БЦ Самсунг, сейчас на первом этаже размещается Банк Интеза, остальные этажи арендуются различными компаниями[2];
- № 3 — административно-жилой комплекс, 2008, архитекторы С. Ткаченко, Н. Рыбин, О. Дубровский, Л. Шевченко[3]. Ранее на этом месте стоял  памятник архитектуры (региональный) — дом драматурга Тарновского, которого часто посещали М. С. Щепкин, Г. Н. Федотова, П. И. Чайковский, Н. Г. Рубинштейн и другие выдающиеся деятели русской культуры[2][4]. Дом был известен с 1738 года, усадебное здание XVIII — первой половины XIX веков было перестроено в 1890-е годы. В подвале и на уровне первого этажа сохранялись палаты XVII века. В 2005—2006 годах в ходе строительства административно-жилого комплекса дом был разобран и заменён новоделом[5][6].
- № 5 — участок, на котором стоял дом И. Н. Римского-Корсакова — памятник архитектуры XVIII — начала XIX веков. Снесён в начале 2000-х годов[7].
- № 7/18, строение 1,  ЦГФО — доходный дом М. Г. Мартыновой, 1889, архитектор Н. Д. Струков; надстроен и перестроен в 1911 году архитектором Э. М. Розеном[2][4]. В настоящее время здесь размещается офисный центр, где арендаторами выступают различные компании. В разное время помещения здесь занимали редакции периодических изданий «Лента.ру» и «Афиша», представительство немецкой компании BASF.
- № 9, стр. 1 — банк «Охотный ряд».

### По чётной стороне
- № 4 — Школьное здание (1930-е)[2].

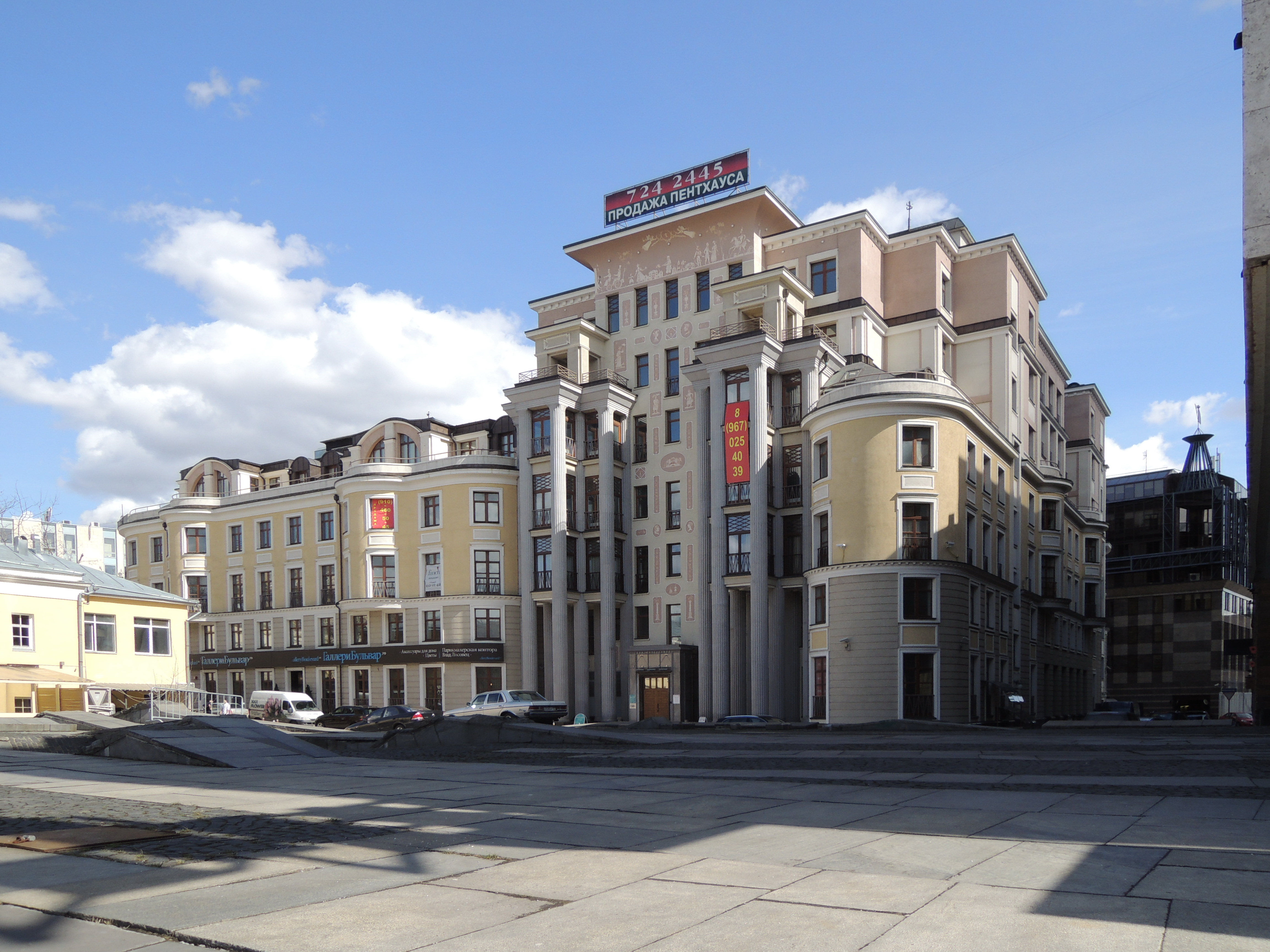
Дом 3/5, стр.2. Дом «Респект»

- № 6/7, стр. 2 — административное здание, 1969, архитекторы В. и Г. Уткины, О. Ловская[2]. В настоящее время здание занимает Министерство культуры Российской Федерации.
- № 8,  ЦГФО — доходный дом М. А. Малкиель — С. В. Спиридонова, 1876—1883, архитектор М. Н. Чичагов; 1884; 1960—1970-е[2].
- № 8/9, стр. 2,  ЦГФО — доходный дом М. А. Малкиель — С. В. Спиридонова, 1850-е; 1874—1876, архитектор А. Е. Вебер; 1960—1970-е[2]. В настоящее время здесь располагается международное издательство «Галактика», журнал «Век XX и Мир».
- № 8/9, стр. 3 — доходный дом М. А. Малкиель — С. В. Спиридонова, 1874, архитектор А. Е. Вебер; 1960—1970-е.[2].
- № 8/9, стр. 4 (северо-западная часть) — административное здание, 2003[2].
- № 8/9, стр. 4 (юго-восточная часть) — доходный дом М. А. Малкиель — С. В. Спиридонова, 1880-е, архитектор С. С. Эйбушитц; 1960—1970-е[2].
- № 8/9, стр. 6, 6 а — жилой дом, 1820-е; 1874—1875, архитектор А. Е. Вебер. Здесь в 1900—1915 годах располагалась редакция журнала «Будильник»[2].
- № 8/9, стр. 7,  ЦГФО — доходный дом, 1822; 1873, архитектор А. Е. Вебер; 1874—1879; 1913; 1935; 1950; 1980[2]. Сейчас в здании размещается Московское городское бюро технической инвентаризации ГУП.
- № 10,  памятник архитектуры (региональный) — «Дом Нирнзее» («Первый столичный „небоскрёб“»), 1912, архитектор Э. К. Нирнзее, автор панно — А. Я. Головин[8]. Со времени постройки до середины 1930-х годов — самое высокое здание Москвы. На крыше дома размещался кинотеатр и висячий сад с гидроизоляцией из свинцовых пластин (в 1960-х годах заменены на обычные рулонные покрытия).

С 1915 года в подвале дома работали: театр-кабаре «Летучая мышь» Никиты Балиева; цыганский театр «Ромэн»; театр-студия Ф. Каверина. На крыше дома помещался зимний съёмочный павильон кинофирмы «Товарищество В. Венгеров и В. Гардин». Дом связан с именами М. Булгакова, К. Паустовского, Д. Бурлюка[уточнить], В. Маяковского и других.
В настоящее время здесь располагаются Учебный театр ГИТИС; студия «Бета Бор Мюзикл»; Московское концертное объединение «Садко»; журнал «Вопросы литературы»; Фонд содействия развитию литературы «Литературная критика».